# Maatschappij Helenaveen
De N.V. Maatschappij Helenaveen was een Nederlands bedrijf dat turf exploiteerde en onder meer turfstrooisel produceerde. Het bedrijf heeft bestaan van 1858-1912 en het dorp Helenaveen is door dit bedrijf gesticht. De maatschappij is vernoemd naar Helena Panis, de vrouw van oprichter Jan van de Griendt. De zetel van de maatschappij was gevestigd te Helenaveen.

## Geschiedenis
De voorgeschiedenis van dit bedrijf begon in 1853 met de aankoop, door de gebroeders Nicolaas en Jan van de Griendt,
van 610 ha veengrond in de Heitrakse Peel bij Deurne. De Helenavaart werd gegraven, het dorp Helenaveen (oorspronkelijk Helena-Veen genaamd) werd gesticht en men begon met de vervening. Het was de bedoeling om, na de vervening, de vrijgekomen grond te gebruiken voor land- en tuinbouw. 
In 1858 werd, samen met J. Carp, de Maatschappij Helenaveen opgericht. Jan werd directeur. In 1881 werd hij -na een kort intermezzo door diens zoon Gerard- opgevolgd door Jans andere zoon, Jozef van de Griendt.
Jan van de Griendt was betrokken bij de baksteenindustrie via een belang in de steenfabriek van Wed. van der Steen te Kerkdriel. Ook J. Carp was baksteenfabrikant. Deze tak van industrie had veel turf nodig voor het bakken van de klei. Reeds in de jaren 40 van de 19e eeuw had baksteenfabrikant G.W.J. Carp belangstelling voor Peelontginning, maar hij kreeg geen vergunning.
Nu gebeurde het dat Wilhelm Hollemann uit Braunschweig experimenteerde met grauwe turf als grondstof voor papierfabricage en voor turfstrooisel. Een proeffabriek voor turfstrooisel was ingericht te Gifhorn en Wilhelm deed Jozef een verzoek om grauwe turf te leveren. Jozef bezocht de fabriek en stelde voor eene dergelijke fabriek van turfstrooisel op te richten te Helenaveen. Deze fabriek startte de productie in 1882 en dit zeer groot bouwsel was daarmee mogelijk de eerste van haar soort in Nederland. Mogelijk bezat echter de N.V. Machinale Briquet Maatschappij te Leeuwarden reeds een turfstrooiselfabriek in 1880, die gekoppeld was aan haar fabriek voor turfbriketten te Vroomshoop. Vermoedelijk betrof het hier echter een balenpers voor turfvezel.
De grootschalige fabriek te Helenaveen moest haar afzet in het buitenland zoeken, en met name Engeland was een interessant afzetgebied.
In 1884 brandde de -houten- turfstrooiselfabriek geheel af en men besloot tot herbouw in steen. In hetzelfde jaar was de fabriek weer in werking. Aangezien directeur Jozef, samen met zijn broer Eduard van de Griendt, ook actief was in de eigen maatschappij E. van der Griendt en Co., werd hij in 1884 bij de Maatschappij Helenaveen ontslagen. Jozef en Eduard stichtten in 1885, niet ver van Helenaveen, het dorp Griendtsveen, en begonnen aldaar met hun activiteiten.
In 1886 werd Koning Willem III beschermheer van de Maatschappij, en in 1889 werd het Koningsfonds opgericht, ter verbetering van de land- en tuinbouw, en van de sociale omstandigheden.
De fabriek te Helenaveen beschikte over een stoommachine en elektriciteitsopwekking. Hiervan profiteerde, buiten de fabriek, slechts de directeurswoning Villa GenA. Het dorp Helenaveen werd pas in 1939 op het elektriciteitsnet aangesloten.

## Heden
De turfstrooiselfabriek had in 1912 de poorten reeds gesloten, nadat omstreeks 1910 het grauwveen uitgeput raakte. De fabriek werd toen een houtverduurzamingsbedrijf, en weer later, na een periode van leegstand, een autospuiterij. Het gebouw, aan de Rector Nuijtsstraat 13a is geklasseerd als rijksmonument. Op 4 mei 2025 is dit gebouw volledig afgebrand. In de jaren '20 van de 20e eeuw kwam de vervening tot een einde. De Maatschappij verpachtte sindsdien haar grond aan de boeren en tuinders te Helenaveen. 
Reeds in 1947 was er sprake van een op handen zijnde liquidatie van de Maatschappij. In 2004 werden de aandelen uitgekocht door AMEV.